# 1987 год в СССР

## Январь
- На советских предприятиях вводится Госприёмка.
- В СССР начинается показ фильма «Покаяние».
- 4 января — Хоккейная драка между советским и канадскими хоккеистами на молодёжном чемпионате мира.
- 10-13 января — в Ленинграде зарегистрирована самая низкая продолжительно державшаяся температура (до −34,7 °C).
- 13 января — Постановление СМ СССР «О порядке создания на территории СССР и деятельности совместных предприятий с участием советских организаций и фирм капиталистических и развивающихся стран» дало начало образованию частных предприятий.
- 14 января — По обвинению в получении взяток арестован зять Брежнева — первый замминистра внутренних дел СССР Юрий Чурбанов.
- 15 января — в Женеве возобновились советско-американские переговоры по контролю над вооружениями.
- 16 января — Катастрофа Як-40 в Ташкенте[1].
- 17 января — На экраны выходит фильм «Легко ли быть молодым» (р/п. Юрис Подниекс).
- 21 января — Перестройка: прекращено глушение Русской службы Би-би-си.
- 27—28 января — Перестройка: состоялся Январский Пленум ЦК КПСС. На Пленуме было принято решение о необходимости альтернативных выборов в Советы, а также взят курс на поддержку развития кооперативов (в первую очередь, в сфере общественного питания и бытового обслуживания).
- 30 января — На заводе «РАФ» (Рига) впервые состоялись выборы директора трудовым коллективом. Из 15 кандидатов директором был избран Виктор Боссерт - директор Омского завода коробок передач. Впоследствии выборы начались по всей стране (в соответствии с решениями Январского Пленума ЦК КПСС).

## Февраль
- Февраль — массовый расцвет неформальных молодёжных объединений (хиппи, панков, металлистов, байкеров), которым противостоят любера и гопники.
- 5 февраля
  - Запуск советского пилотируемого космического корабля Союз ТМ-2, приземление 30 июля 1987 года. Экипаж старта — Романенко Ю. В. (приземление 22 декабря 1987 года) и Лавейкин А. И..
  - Совет Министров СССР издал постановление «О создании кооперативов по производству товаров народного потребления».
  - Принято постановление «О мерах по дальнейшему развитию самодеятельного технического творчества». В СССР массовым потоком стали появляться самодеятельные театры и видеосалоны.
- 9 февраля — впервые после 1979 года в Москве прошли советско-китайские переговоры об урегулировании пограничных споров (продолжались до 23 февраля).
- 10 февраля — Перестройка: советское правительство объявило об освобождении из тюрем и лагерей 140 диссидентов.
- 19 февраля — Перестройка: секретариат Союза писателей СССР отменил решение об исключении Бориса Пастернака из членов Союза писателей.
- 22 февраля — около 1000 подростков от 12 лет и старше вышли в Москве на демонстрацию под лозунгом «Отстоим Москву от „люберов“!».
- 23 февраля — Дело Сакалаускаса.
- 24 февраля — «Динамо» (Киев) уступило с минимальным счётом румынскому «Стяуа» в Суперкубке Европы.
- 25 февраля — Начало «Фосфорной войны» в Эстонской ССР, успешная кампания против фосфоритовых шахт, частично породило движение за независимость.

## Март
- 1 марта — Заявление М. С. Горбачёва с предложением полной ликвидации советских и американских ракет средней дальности в Европе.
- 3 марта — в Москве проведён торжественный вечер, посвящённый выходу в свет первого номера журнала «Бурда моден» (ФРГ) на русском языке.
- 7 марта — первый выпуск телепередачи «До и после полуночи» на советском телевидении.
- 8 марта — Афганская война: обстрел душманами города Пяндж Таджикской ССР.
- 9 марта — совершил первый полёт Як-141 — первый в мире сверхзвуковой многоцелевой самолёт вертикального взлёта и посадки.
- 15-18 марта — Несанкционированные демонстрации против сноса гостиницы «Англетер» в г. Ленинград на Исаакиевской площади.  Акции протеста положили начало массовому культуроохранному движению в городе.
- 17 Марта — Подписан в печать апрельский номер журнала <Дружба народов>. Начало публикации романа Анатолия Рыбакова «Дети Арбата».
- 20 марта — в Голливуд прибыла делегация советских кинематографистов.
- 28 марта — официальный визит в СССР премьер-министра Великобритании Маргарет Тэтчер (до 1 апреля).

## Апрель
- 2 апреля — Столкновение двух Ил-76 над заливом Сиваш.
- 10 апреля — Первый Новосибирский рок-фестиваль. Помимо Летова и группы «Гражданская оборона» участвовал дуэт «Пик Клаксон».
- 15—18 апреля — состоялся XX съезд ВЛКСМ. 16 апреля на нем выступил М.С. Горбачев.
- 20 апреля — США выдали СССР нацистского преступника Карла Линнаса.

## Май
- 1 мая — В СССР вступил в силу «Закон об индивидуальной трудовой деятельности».
- 6 мая — первая несанкционированная демонстрация неправительственной и некоммунистической организации — общества «Память» в Москве.
- 15 мая — первый запуск советской сверхмощной ракеты-носителя «Энергия».
- 16 мая
  - Взрыв метана на шахте «Чайкина» (Донецкая область, СССР).
  - Собраны первые комбайны Дон-1500 «Ротор».
- 25 мая — атомный ледокол «Сибирь» достиг Северного полюса.
- 28 мая — 19-летний пилот-любитель из ФРГ Матиас Руст посадил самолёт на Красной площади в Москве, преодолев все рубежи советской ПВО. Инцидент стал поводом для начала масштабной чистки руководства Вооружённых сил.
- 29 мая — В Административный кодекс была внесена статья 164-2, карающая за занятие проституцией штрафом в 100 рублей (в то время — месячная зарплата низкоквалифицированного рабочего).
- Май — Афганская война: операция «Залп» в провинциях Логар, Пактия, Кабул.

## Июнь
- 1 июня — Митинг в г. Кириши Ленинградской области против строительства биохимического завода белково-витаминных концентратов. Организован инициативной группой во главе с почтальоном В. Васильевым, количество участников составило 12 тысяч чел. После выступления строительство завода было отменено.
- 4 июня — Катастрофа Ка-32 под Териберкой.
- 5 июня — Демонстрация и митинг в г. Казань (Татарская АССР) против строительства огромного биохимического комбината в зелёной зоне города, где ежегодно отдыхало около 200 тысяч чел. Собрано 70 тысяч подписей жителей города под коллективным требованием отмены проекта.
- 11 июня — На заседании Политбюро обсуждён вопрос о переходе предприятий на полный хозрасчёт
- 12 июня — во время визита в Западный Берлин президент США Рональд Рейган призвал советского лидера Михаила Горбачёва разрушить Берлинскую стену.
- 18 июня — состоялся официальный советско-американский «Марш мира» Ленинград — Москва.
- 19 июня
  - Перестройка: городу Устинов возвращено название Ижевск.
  - Катастрофа Як-40 в Бердянске, 8 погибших.
- 20 июня — начало крымско-татарской кампании в Москве (продолжалась до августа).
- 21 июня — на местных выборах в СССР в 5 процентах избирательных округов проведены альтернативные выборы из нескольких кандидатов.
- 23—27 июня — в Москве состоялся Всемирный конгресс женщин, в нём участвовали представители свыше 150 стран.
- 25 июня
  - Перестройка: пленум ЦК КПСС рассмотрел вопрос «О задачах партии по коренной перестройке управления экономикой». Доклад Н. И. Рыжкова. Фактически признан провал курса на «ускорение». Членом Политбюро избран А. Н. Яковлев.
  - Запущен советский 15-тонный спутник «Космос-1870», созданный на базе орбитальной станции военного назначения типа «Алмаз».

## Июль
- 3 июля — В СССР Владимир Николаев приговорён к смертной казни за каннибализм.
- 6 июля — открылся XV Московский кинофестиваль.
- 6 июля — Демонстрация на Красной площади крымских татар. Хотя сотрудники правохранительных органов изорвали плакаты с лозунгами и угрожали разогнать демонстрацию, её участникам удалось пройти к приёмной ЦК КПСС. Представители демонстрантов приняты первым заместителем Председателя Президиума Верховного Совета П. Н. Демичевым, который выслушал требования. в течение 3 дней непрерывные демонстрации крымских татар у Кремлёвской стены в Москве под лозунгами «Родина или смерть!» Цель акции: полное восстановление в правах, включая возвращение в Крым.
- 6 июля — Постановление ЦК КПСС «Об экологической обстановке в ряде районов и промышленных центров страны»
- 7 июля — суд над директором и рядом работников ЧАЭС В верховном Суде СССР начато рассмотрение уголовного дела по обвинению бывших работников ЧАЭС
- 9 июля Проблема крымских татар обсуждается на заседании политбюро ЦК КПСС.
- 16 июля — Верховный суд СССР реабилитировал 15 учёных, осуждённых в 1931, 1932 и 1935 годах, в том числе Чаянова А. В., Кондратьева Н. Д. и других.
- 25 июля — Манифестации крымских татар в Москве. В «Известиях» опубликовано «Сообщение ТАСС», в котором говорится о требовании крымских татар насчет восстановления Крымской АССР
- 31 июля — В «Правде» опубликовано сообщение о просьбах населения Москвы в связи с демонстрациями крымских татар усилить охрану общественного порядка

## Август
- 1 августа — Перестройка: впервые безлимитная подписка на газеты и журналы в СССР.
- 2 августа активизировалось «Движения в защиту Байкала» Байкальская экологическая волна Голубой патруль
- 3 августа В эфир вышел Прожектор перестройки
- 4 августа — В НКАО собираются подписи под петицией с требованием передачи автономной области в состав Армянской ССР.
- 7 августа — Катастрофа на станции Каменская, в результате которой из-за столкновения двух поездов погибло 106 человек.
- 8 августа — Американская пловчиха Линн Кокс впервые в истории совершила заплыв из США в СССР, переплыв Берингов пролив.
- 11 августа — СССР. Моссовет принял «Временные правила организации и проведения собраний, митингов, уличных шествий, демонстраций и иных мероприятий на улицах, площадях, проспектах, в парках, садах, скверах и других общественных местах г. Москвы».
- 17 августа — Впервые в СССР установлена видеосвязь между Ленинградом и Москвой с использованием обычной телефонной линии.
- 20—23 августа — в Москве собрались представители 47 «инициативных общественно-политических групп». Диссидентское движение преобразуется в «движение неформалов».
- 23 августа — митинги протеста в годовщину так называемого «Пакта Молотова — Риббентропа» в городах Прибалтики.
- 24 августа — Скандал в «Прибалтийской».
- 25 августа Президиум Верховного Совета СССР принял указ «О мерах профилактики заражения вирусом СПИД». Начало проверки иностранцев и всех побывавших за границей граждан СССР.

## Сентябрь

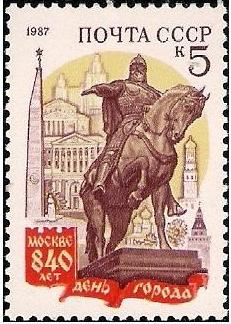
Почтовая марка, посвящённая Дню Москвы

- 1 сентября — В начале месяца в Москве и ряде других регионов исчез сахар — результат «наступления на алкоголизм». Впервые после войны введены талоны на сахар.
- 2 сентября — Указ «О расширении льгот работающим беременным женщинам и женщинам, имеющим малолетних детей» Повышение пенсий на 40 %.
- 2 сентября — в Москве начался суд над Матиасом Рустом.
- 19 сентября — широко отмечено 840-летие Москвы. С этого года День Москвы отмечается ежегодно. Празднование Дня города открылось торжественной демонстрацией с выступлением Бориса Ельцина и председателя Мосгорисполкома Валерия Сайкина с трибуны мавзолея Ленина. На Садовом кольце прошёл парад ретроавтомобилей и карнавальных платформ, по Москве-реке были пущены баржи с отделкой, посвящённой какой-либо теме: «Москва — порт пяти морей», «Москва — культурный центр» и другие. В городских парках и скверах выступали артисты и духовые оркестры. На ВДНХ прошёл фестиваль «Салют Москве трудовой», в Коломенском — «Над Москвой-рекой»
- 20 сентября — Матч в г. Киев (Украинская ССР) между местным «Динамо» и московским «Спартаком» в рамках чемпионата СССР по футболу. На игру отправилось примерно 450 столичных фанатов, которые после победы своей команды (1:0) сумели вовлечь болельщиков «Динамо» в массовую драку, вспыхнувшую в центре города. Столкновение стало отправной точкой формирования фанатского движения в СССР.
- 28 сентября — Политбюро ЦК КПСС принимает постановление об образовании Комиссии Политбюро ЦК КПСС по дополнительному изучению материалов, связанных с репрессиями, имевшими место в период 30-40-х и начала 50-х годов. во главе с М. С. Соломенцевым. Это было стартом нового этапа реабилитации жертв политических репрессий.

## Октябрь
- 2 октября — В эфир центрального телевидения СССР впервые вышла программа «Взгляд».
- 12 октября — в Севилье (Испания) начался матч за звание чемпиона мира по шахматам (до 19 декабря). Звание чемпиона мира отстоял Гарри Каспаров.
- 17-19 октября — демонстрация в Ереване (Армянская ССР) против существующих химических заводов и планов строительства в республике АЭС. Среди лозунгов: «Спасите Армению от химического и радиоактивного геноцида!». на митингах посвящённых экологическим проблемам, прозвучали требования передачи НКАО Армянской ССР, которые повторялись в обращениях, направлявшихся в адрес советского руководства. первая демонстрация за воссоединение с Армянской ССР в Нагорно-Карабахской автономной области
- 19 октября — Катастрофа Ан-12 в Комсомольске-на-Амуре.
- 20 октября Заступил на боевое дежурство первый ракетный полк, оснащённый боевыми железнодорожными ракетными комплексами (БЖРК).
- 21 октября — Пленум ЦК КПСС: Борис Ельцин выступил с критикой темпов перестройки; Гейдар Алиев выведен из Политбюро.
- 22 октября — Иосифу Бродскому присуждена Нобелевская премия по литературе.
- 31 октября В Нагорно-Карабахской области состоялась первая демонстрация (200 человек) за воссоединение с Арменией
- 31 октября — Афганская война: Бой у кишлака Дури
- Октябрь — в СССР совершил первый полёт вертолёт Ка-126.

## Ноябрь
- Ноябрь — С конвейера АвтоВАЗа сошли автомобили ВАЗ-2109 " и ВАЗ-1111 «Ока»
- 1 Ноября — В Москве проходит презентация книги Михаила Горбачёва «Перестройка и новое мышление для нашей страны и для всего мира». В ней впервые в советской истории провозглашается приоритет общечеловеческих ценностей над национальными и классовыми интересами.
- 2 Ноября. Горбачёв, выступая на торжественном собрании 70-й годовщины Октябрьской революции, критикует Сталина за политические ошибки. впервые используется термин «административно-командная система». на торжественном заседании, посвящённом 70-летию Октябрьской революции, М. С. Горбачёв выступил с программным докладом «Октябрь и перестройка: революция продолжается».
- 6 ноября — В Куйбышеве открыт метрополитен.
- 7 ноября — В СССР торжественно отмечено 70-летие Октябрьской революции.
- 11 ноября — в СССР Борис Ельцин отстранён от должности первого секретаря Московского городского комитета КПСС, после того как он выступил с критикой медленного проведения реформ.
- 18 ноября — В СССР начато производство автомобиля особо малого класса ЗАЗ-1102 «Таврия».
- 20 ноября массовые митинги в Свердловске в поддержку Б. Н. Ельцина.
- 23 ноября — Афганская война: начало операции «Магистраль» по деблокированию города Хост.

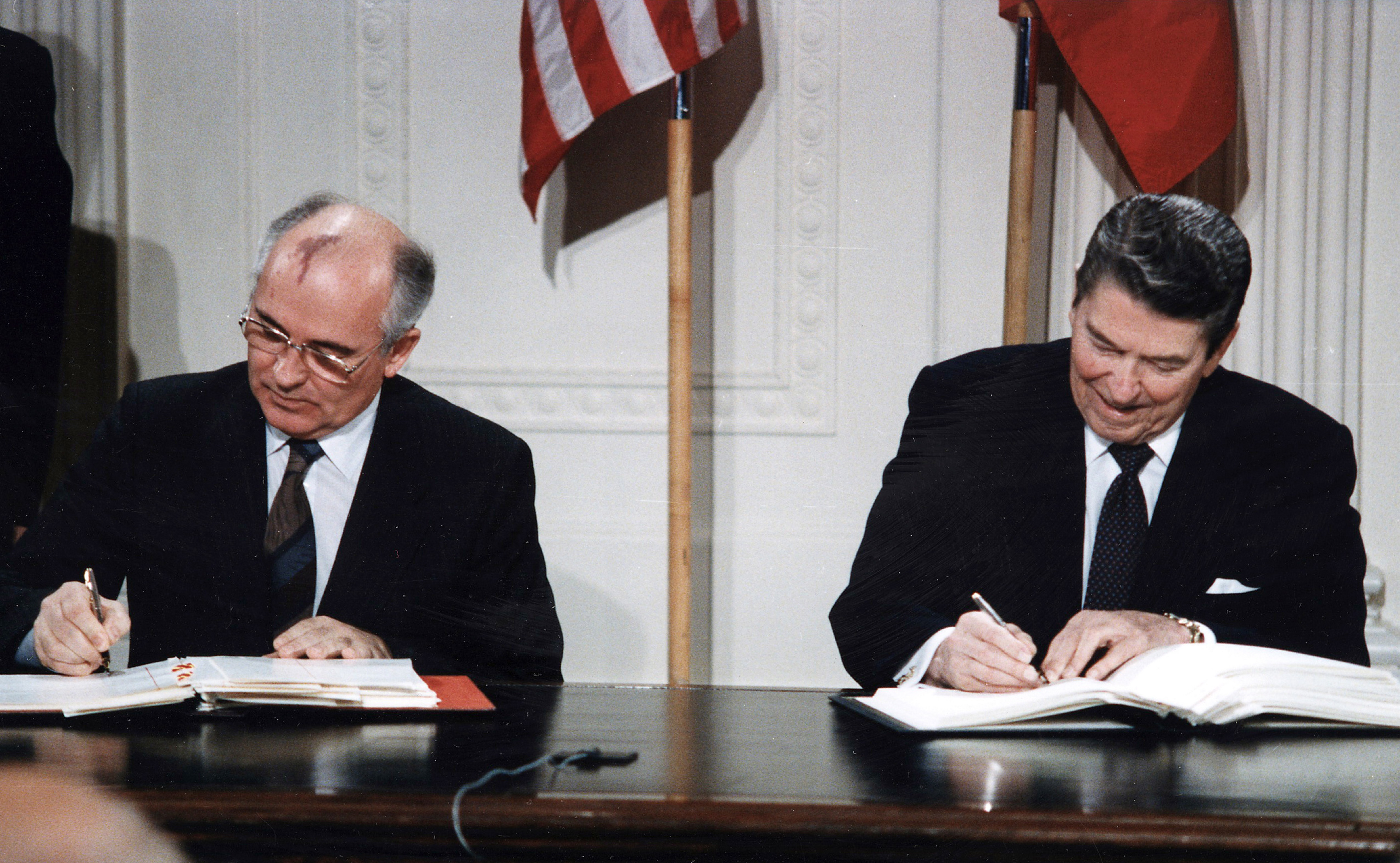
Рейган и Горбачёв подписывают Договор о ликвидации ракет средней и меньшей дальности

- 29 ноября — Крушение под Гардабани.
- 30 ноября — Оптина пустынь возвращена Русской православной церкви.

## Декабрь
- 4 декабря — постановление Совета Министров СССР ограничивает прописку крымских татар в. Крыму и Краснодарском крае
- 5 декабря --- В Воронеже основана  группа Сектор Газа.
- 8 декабря — В Вашингтоне (США) глава СССР Михаил Горбачёв и президент США Рональд Рейган подписали Договор о ликвидации ракет средней и малой дальности (вступил в силу с 1 июня 1988).
- 16 декабря в г. Ярославле прошёл первый крупный митинг, созванный по инициативе «снизу» в обстановке ухудшения социально-экономического положения. Собрались рабочие моторного завода, главного должника при переходе на хозрасчёт, руководство которого ввело на нём режим постоянных рабочих («чёрных») суббот. В результате выступлений трудящиеся добились восстановления пятидневного рабочего дня.
- 21 декабря — запуск советского пилотируемого КК Союз ТМ-4, (приземление 17 июня 1988). Экипаж старта — Титов В. Г. (приземление 21 декабря 1988), Манаров М. Х. и Левченко А. С..
- 23 декабря — в эфир Ленинградского телевидения вышел первый выпуск передачи 600 секунд.
- 27 декабря — Водочный бунт в Петрозаводске
- 30 декабря — СССР и Науру установили дипломатические отношения.
- 31 декабря — Введена в эксплуатацию канатная дорога «Мисхор — Ай-Петри» в Крыму.
- Декабрь — при Министерстве Труда СССР и ВЦСПС образован Всесоюзный центр изучения общественного мнения (ВЦИОМ)

## Умерли
- 17 декабря — Аркадий Райкин, советский артист эстрады, театра и кино, сатирик[2][3]